# أيزو 3166-2:BH

الموقع الجغرافي لدولة البحرين

أيزو 31166-2:BH هو الجزء المخصص لدولة البحرين في أيزو 3166-2، وهو جزء من معيار أيزو 3166 الذي نشرته المنظمة الدولية للتوحيد القياسي (أيزو)، والذي يُعرف رموز لأسماء التقسيمات الرئيسية (مثل الأقاليم، الجهات، المقاطعات أو الولايات) من جميع البلدان في ترميز أيزو 3166-1.

## الرموز الحالية
| الرمز | التقسيم                  | الاسم الرسمي      |
| ----- | ------------------------ | ----------------- |
| BH-13 | محافظة العاصمة (البحرين) | محافظة العاصمة    |
| BH-14 | جنوبية (محافظة)          | المحافظة الجنوبية |
| BH-15 | محافظة المحرق            | محافظة المحرق     |
| BH-16 | المحافظة الوسطى          | المحافظة الوسطى   |
| BH-17 | الشمالية (محافظة)        | المحافظة الشمالية |